# Zâmbroaia
Zâmbroaia – wieś w Rumunii, w okręgu Prahova, w gminie Predeal-Sărari. W 2011 roku liczyła 153 mieszkańców.